# The Transformers (televisieserie)
The Transformers is een Amerikaanse animatieserie. Het was de eerste serie die was gebaseerd op de speelgoedlijn Transformers. De serie is geschreven en geproduceerd voor een Amerikaans publiek, maar werd getekend in Japan (meestal Toei Animation) en Zuid-Korea. Ook was de speelgoedlijn die als basis voor de serie diende van oorsprong Japans.
In Japan stond de serie bekend als Fight! Super Robot Life Form Transformers (戦え! 超ロボット生命体トランスフォーマー, Tatakae! Chō Robotto Seimeitai Toransufōmā) gedurende seizoen 1 en 2, en als Transformers 2010 (トランスフォーマー2010, Toransufōmā Tsūōwanō) gedurende seizoen 3. In Amerika stopte de serie na vier seizoenen, waarvan het laatste seizoen slechts uit 3 afleveringen bestond. In Japan daarentegen werden nog vier vervolgseries gemaakt.

## Productie achtergrond
De Transformers-serie dankt haar bestaan aan een Japanse speelgoedserie genaamd Microman. In 1980 werd de Microman spin-off, Diaclone uitgebracht. Deze serie bestond uit een aantal modelvoertuigen die konden veranderen in robots. Deze speelgoedserie werd op een beurs in Tokio ontdekt door Hasbro, die de speelgoedlijn besloot te importeren naar de Amerikaanse markt. Ter promotie maakte Hasbro een deal met Marvel Comics om een stripserie over de robots te maken. Hiervoor kregen de robots de naam “Transformers”.
Toen de Federal Communications Commission de regel dat speelgoedbedrijven geen televisieseries gebaseerd op hun speelgoed mochten uitbrengen schrapte, kwamen er al snel plannen voor een Transformers animatieserie. Marvels hoofdredacteur Jim Shooter produceerde een conceptverhaal voor Transformers. Hij bedacht het idee van twee strijdende partijen: de autobots en de decepticons. Shooter vroeg veteraan Dennis O'Neil om de personages namen en persoonlijkheden te geven. O’Neil’s idee sloot echter niet aan bij was Hasbro wilde, en verschillende schrijvers wezen het concept af. Uiteindelijk besloot Bob Budiansky de taak te accepteren. Hij gaf de personages nieuwe namen en achtergronden. De Japanse ontwerper Shōhei Kohara was verantwoordelijk voor het maken van de eerste modellen voor de Transformers-cast (seizoen 1), maar de Filipijnse tekenaar Floro Dery verfijnde ze en maakte de rest nadien.

## Geschiedenis

### "More Than Meets the Eye" pilot/mini-serie
Een driedelige miniserie werd gemaakt door Toei Animation en uitgezonden in Amerika in september 1984. De pilotafleveringen introduceerden Optimus Prime's Autobots en Megatron's Decepticons, die van hun thuisplaneet Cybertron naar de Aarde waren gekomen. Het idee sloeg aan, en de miniserie werd uitgebreid met meer afleveringen.

### Seizoen 1
Dertien extra afleveringen werden geproduceerd voor het eerste seizoen. De pilot werd opnieuw uitgezonden, nu met de titel "More Than Meets the Eye." Het eerste seizoen introduceerde nieuwe concepten die de rest van de serie aanwezig zouden blijven zoals de Decepticon Space Bridge. Ook kwamen er nieuwe personages en groepen in voor zoals de Dinobots, Jetfire, de Insecticons en de Constructicons.

### Seizoen 2
Toen de serie succesvol genoeg bleek volgde er een tweede seizoen. Dit seizoen bestond uit 49 afleveringen, waardoor het totale aantal afleveringen op 65 kwam. In seizoen 2 werden de langere verhaallijnen grotendeels weggelaten, en vervangen door een opzichzelfstaand verhaal per aflevering. Deze afleveringen konden worden gekeken in willekeurige volgorde, wat het makkelijker maakte om de serie op andere netwerken te laten uitzenden. Vaak stond in een aflevering 1 personage centraal, waardoor dit personage verder werd uitgediept. Ook werden veel nieuwe personages geïntroduceerd, maar vaak zonder verklaring over waar deze personages vandaan kwamen.
Tegen het einde van seizoen 2 kwamen de combinerende teams van Autobots en Decepticons voor het eerst in beeld: de Aerialbots, Stunticons, Protectobots en Combaticons. Deze teams waren allemaal in staat hun lichamen te combineren tot 1 superrobot.

### Film
Door het succes van de serie kon een film niet uitblijven. In 1986 verscheen de animatiefilm The Transformers: The Movie. Deze film diende ook als een brug tussen seizoen 2 en 3 van de serie. De film speelde zich namelijk af in 2005 (terwijl de serie zich tot dusver afspeelde in de jaren 80 van de 20e eeuw). Veel personages kwamen om in de film, en nieuwe personages werden geïntroduceerd.

### Seizoen 3
Seizoen 3 van de serie ging verder waar de film ophield. Dit seizoen speelde zich af in de toekomst met een vrijwel compleet nieuwe cast van personages. De serie kreeg meer een sciencefictionachtige ondertoon met een grimmigere verhaallijn en sterkere continuïteit tussen de afzonderlijke afleveringen. Ook werd de animatie voor een groot deel gedaan door een nieuwe studio, wat duidelijk te zien was aan de tekenstijl. Al deze veranderingen vielen niet in goede aarde bij fans van de eerste twee seizoenen. Het productieteam besloot, onder druk van de fans, om in elk geval Optimus Prime (die ook in de film was gesneuveld) terug te laten keren in de serie.

### Seizoen 4
Uiteindelijk verloor Hasbro zijn interesse in de serie en werd het duidelijk dat de serie niet zou worden voortgezet. Het vierde seizoen bestond slechts uit drie afleveringen die gezamenlijk het verhaal getiteld “The Rebirth” vertelden.

### Vervolg
Transformers verdween niet geheel van de Amerikaanse televisie. Een soort vijfde seizoen werd uitgezonden in 1988. Dit seizoen bevatte “het beste van” de series. Dit seizoen bestond uit 15 afleveringen van de serie plus de film, die in losse afleveringen was geknipt.
In Japan werden na het stopzetten van de serie 4 vervolgseries gemaakt: Transformers: The Headmasters, Transformers: Super-God Masterforce, Transformers: Victory en Transformers: Zone.

## Verhaal
De inhoud van The Transformers: The Movie (1986) is ook verwerkt in onderstaande omschrijving, omdat de film de schakel vormt tussen seizoen 2 en 3
Vier miljoen jaar geleden was er een oorlog op de planeet Cybertron tussen twee rassen van intelligente robots: de Autobots en de Decepticons.
Toen beide partijen door hun energie heen dreigden te raken, gingen de Autobots in de Ark op zoek naar een nieuwe bron. De Decepticons reisden hen achterna in een schip genaamd de Nemesis (deze naam werd pas onthuld in de serie Beast Wars). Een gevecht brak los en beide schepen stortten neer op de prehistorische aarde.
Vier miljoen jaar lang lagen de Autobots en de Decepticons in hun schepen. In 1984 deed een vulkaanuitbarsting de computer van de Arc ontwaken, en daarmee ook de Autobots. De Autobots pasten zich aan door zich te camoufleren als gewone voertuigen.
De oorlog tussen de twee groepen barstte weer los. De Decepticons wilden de Aarde van haar grondstoffen beroven en dit omzetten in energon voor hun eigen gebruik. Deze strijd zou later bekend komen te staan als “de Grote Oorlog”.
Beide partijen maakten en verwierven nieuwe bondgenoten. De Autobots werden bijgestaan door de Witwicky familie, en maakten zelf de Dinobots en Aerialbots. De Decepticons werden geholpen door dr. Arkeville, en maakten de Stunticons en de Combaticons. Ook werden Jetfire en de Insecticons ontdekt.
Geen van beide partijen wist de overhand te krijgen, ondanks de geavanceerde wapens en strategieën (waaronder een poging het verleden te veranderen en Cybertron naar de Aarde te halen). De Decepticons bouwden de Space Bridge, waarmee ze individuele Transformers van en naar Cybertron konden transporteren. Hierdoor konden ze de macht grijpen op Cybertron, wat hen jarenlang een voordeelspositie gaf.
Dit veranderde in 2005, 20 jaar na de start van de grote oorlog. De Decepticons lanceerden een verrassingsaanval op de Autobot stad op Aarde. Vele Transformers verloren hierbij het leven, waaronder Optimus Prime. Megatron en de andere Decepticons raakten echter dermate beschadigd dat ze aan de kant werden gezet door de sterkere leden van het team. De godachtige Unicron vond hen in de ruimte, en herbouwde Megatron tot Galvatron. De nieuwe leider van de autobots, Rodimus Prime, was in staat de Decepticons te stoppen, en vernietigde zelfs Unicron. Hiermee wist hij Cybertron weer te veroveren voor de Autobots.
De Decepticons trokken zich terug op de planeet Charr voor de tegenaanval. Al snel bleek echter dat de Autobots en de Decepticons een gemeenschappelijke vijand hadden: de Quintessons. Deze aliens waren de makers van de originele Transformers. De Quintessons werden uiteindelijk verslagen met behulp van Spike Witwicky. De Grote oorlog werd voortgezet. Ditmaal niet alleen op aarde, maar in het hele universum.
In 2006 keerde Optimus Prime weer terug na te zijn herbouwd door de Quintessons. Hij nam het bevel over de Autobots weer over.

## Cast
Acteurs die aan de serie hebben meegewerkt zijn:
| - Charlie Adler - Jack Angel - Arlene Banas - Michael Bell - Gregg Berger - Susan Blu - Corey Burton - Roger C. Carmel - Victor Caroli - Michael Chain - Phillip Clarke - Christopher Collins (als Chris Latta) | - Regis Cordic - Scatman Crothers - Peter Cullen - Bud Davis - Walker Edmiston - Paul Eiding - Dick Gautier - Ed Gilbert - Dan Gilvezan - Michael Horton - Buster Jones - Stan Jones | - Casey Kasem - Morgan Lofting - Michael McConnohie - Don Messick - Alan Oppenheimer - Rob Paulsen - Tony Pope - Hal Rayle - Neil Ross - Ken Samson - John Stephenson - Frank Welker |

## Mini-documentaires
Verschillende mini documentaires werden uitgezonden aan het einde van seizoen 3. Deze documentaires waren:
- A detailed history of the Autobots
- A detailed history of the Decepticons
- A detailed profile of Ultra Magnus
- The story of a Decepticon subclan, the Predacons
- The history of the Quintessons
- The history of cassette Transformers
- The stories of the Transformer cities: Metroplex and Trypticon.

## Generation 2serie
Van 1993 t/m 1995 werd de serie opnieuw uitgezonden onder de naam Generation 2. Deze serie bevatte een computergeanimeerd openingsfilmpje en andere veranderingen. De originele verhalen werden gepresenteerd als beelden geprojecteerd door een Cybernetic Space Cube.